# 마쓰다이라 노부미치 (1676년)
마쓰다이라 노부미치(일본어: 松平信通, 1676년 10월 31일 ~ 1722년 10월 31일)는 에도 시대 중기의 다이묘로, 오키도메 번주, 니와세 번주, 가미노야마번의 초대 번주이다. 에도 막부 노중 마쓰다이라 노부유키의 둘째 아들로 태어났다. 통칭은 지로시로(次郎四郎)이며, 관위는 종5위하, 중무소보(中務少輔), 야마시로노카미, 오스미노카미, 엣추노카미이다.
아버지 노부유키가 사망하고 형 다다유키가 고가 번을 이으면서, 조쿄 3년(1686년) 8월에 영지 9만 석 중 1만 석을 노부미치에게 떼어주었고, 이리하여 오키도메 번주가 되었다. 겐로쿠 6년(1693년), 형 다다유키가 발광하여 고가 번을 몰수 당하였기에, 형의 신병을 접수하고, 막부의 명에 따라 후지이 마쓰다이라 가를 상속받게 되었다. 그리고 2만 석을 추가받아 니와세 번 3만 석으로 전봉되었다. 겐로쿠 7년(1694년) 12월 28일, 종5위하, 중무소보에 서임되었다.
겐로쿠 10년(1697년) 9월 15일에 가미노야마 번으로 옮겨갔으나, 가미노야마성 수축, 오사카성 수비 당번, 와다쿠라 문 당번, 슨푸 성 가반 등 여러 역무로 인해 번 재정이 궁핍해져, 가신들의 정리해고를 단행했다. 호에이 4년(1707년) 2월 23일에 야먀시로노카미로 전직했고, 쇼토쿠 4년(1714년) 9월 오스미노카미에 임명되었다가 이듬해 4월에는 엣추노카미가 되었다. 교호 7년(1722년), 오사카 가반에 임명되어 부임하던 중 병으로 쓰러져 47세의 나이로 사망하였다. 둘째 아들인 나가쓰네가 그 뒤를 이었다.
| 전임 마쓰다이라 다다유키 | 제7대 후지이 마쓰다이라 가 당주 1693년 ~ 1722년 | 후임 마쓰다이라 나가쓰네 |

|  | 오키도메 번 번주 1686년 ~ 1693년 | 후임 폐번 |

| 전임 구제 시게유키 | 니와세 번 번주 (후지이 마쓰다이라 가문) 1693년 ~ 1697년 | 후임 이타쿠라 시게타카 |

| 전임 가나모리 요리토키 | 제1대 가미노야마번 번주 (후지이 마쓰다이라 가문) 1697년 ~ 1722년 | 후임 마쓰다이라 나가쓰네 |